# Buchema dichroma
Buchema dichroma é uma espécie de gastrópode do gênero Buchema, pertencente a família Horaiclavidae.